# Physoconops peruvianus
Physoconops peruvianus är en tvåvingeart som beskrevs av Camras 1955. Physoconops peruvianus ingår i släktet Physoconops och familjen stekelflugor.
Artens utbredningsområde är Peru. Inga underarter finns listade i Catalogue of Life.